# Azúcar Moreno
 (транскр.  Азукар Морено) шпански је музички дуо који чине сестре Антонија „Тони“ и Енкарнацион „Енкарна“ Салазар. Дуо је продао више од 3 милиона албума и синглова од 1984. у Шпанији, а постао је познат у Европи, Сједињеним Државама и Латинској Америци 1990-их, са око 12 милиона продатих албума широм света. Назив групе у преводу са шпанског језика гласи смеђи шећер.

## Биографија

### 1982—1989: Почеци
Дуо се састоји од сестара Антонија „Тони“ (рођ. 14. марта 1963) и Енкарнацион „Енкарна“ Салазар (рођ. 10. јануара 1961). Овај певачки дуо долази из Бадахоза. Оне су део велике породице извођача: њихов деда је био музичар, отац певач и текстописац, браћа су чланови групе Los Chunguitos, а ујак им је познати певач Порина де Бадахоз. Сестре Azúcar Moreno почеле су своју певачку каријеру као пратећи вокали својој браћи, али их је 1982. открила и потписала издавачка кућа EMI Spain, што је резултирало са два албума са умереним комерцијалним успехом објављеним 1984. и 1986. године. Године 1988. потписале су уговор са CBS-Epic и поново покренуле своју музику са смелијим продукцијским стилом и употпуњујућим секси имиџом и објавиле албум Carne De Melocotón. Постале су један од првих шпанских извођача које су комбиновале своје ромско наслеђе и традиционални вокални стил кантаора са урбаним плесним ритмовима као што су диско, R&B, фанк и техно . Један од њихових првих хит синглова био је ремикс хаус песме „Aunque Me Falte El Aire", објављен 1988. Ремикс албум Mix In Spain је објављен 1989. године, а сингл „Debajo Del Olivo" је такође постао мањи клупски хит у континенталној Европи.

### 1990—1994:Bandido,Специјалистаи повратак у
су оствариле комерцијални пробој у континенталној Европи и Латинској Америци након што су певале своју песму „Bandido“, коју је написао и продуцирао шпански плесни продуцент Раул Орелана, на Песми Евровизије 1990. године. Нажалост, почетак њиховог наступа покварили су проблеми са звуком у Арени у Загребу . "Бандидо" је била прва која је изведена од 22 песме учеснице. Због тога што техничар за касету није на време започео унапред снимљену пратећу нумеру, певачице, њихов бенд и оркестар уживо су пропустили своје сигнале за почетак. То је довело до тога да су сестре морале да сиђу са бине, направе други улазак и започну песму и своју плесну рутину изнова. У својој књизи Песма Евровизије – званична историја, британски историчар Евровизије Џон Кенеди О'Конор заузврат описује инцидент као „најгору ноћну мору сваког уметника“. Упркос овом веома несрећном дебаклу, „Bandido“ је завршио на почасном петом месту, а песма и њен истоимени пратећи албум, укључујући и пратећи сингл „Devórame Otra Vez“, постали су полазна тачка међународне каријере дуа. Током наредних година, Енкарна и Тони су имале прилику да раде са водећим произвођачима који су се звали Емилије Естефан и Естефано. Снимају и у Великој Британији и Сједињеним Америчким Државама, где су добиле Billboard награду за најбољу Латино групу и признате као један од најбољих извођачица на Хиспанској музичкој сцени. Мамбо из 1991. постао је њихов комерцијални пробој у Јапану, а насловна песма њиховог албума El Amor из 1994. представљена је у филму Луиса Љосе Специјалиста .
На својим наредним албумима Azúcar Moreno проширују свој репертоар јер су комбиновале оригинални материјал отпеван у њиховом типичном фламенко вокалном стилу са традиционалним народним песмама попут чилеанске „Yo Vendos Unos Ojos Negros“, италијанске „O Sole Mio“ и хебрејске „Hava Nagila“, као и са примесама других латино и карипских жанрова као што су румба, мамбо, болеро, меренгуе, регетон, салса и денсхол, као и шпанске верзије рок и поп класика као што су Rolling Stones-ов „Paint It, Black", „(Your Love Keeps Lifting Me) Higher and Higher" од Џеки Вилсони и Animals - „Don't let me be Misunderstood".
Од 2006. године, Azúcar Moreno су објавиле око 40 синглова, 13 студијских албума као и велики број компилација хитова. Њихов највећи хит до данас био је „Solo Se Vive Una Vez" (у преводу „Живиш само једном"), који је био на врху топ листа у Шпанији, као и у низу земаља Јужне и Централне Америке. Током 2000-их (деценија) нумера је била укључена у прве верзије караоке видео игре SingStar на шпанском језику. Azúcar Moreno су један од најпродаванијих бендова у историји шпанске популарне музике, са комбинованом продајом од око 2 милиона албума само у њиховој родној Шпанији, а то их такође чини једним од комерцијално најуспешнијих бендова поред шведске групе ABBA и канадске Селин Дион који своје пробијање на интернационалну сцену остварују преко Песме Евровизије. Сестре Салазар биле су мета многих трачева, а неке од њихових песама биле су помало контроверзне у њиховој домовини. Многи њихови обожаваоци виде неке од њихових песама као феминистичке поруке, а дуо је истакнут на насловницама шпанских таблоидних часописа од раних 1990-их. Сестре такође имају јаке геј следбенике у Шпанији, њихов албум Amen из 2000. укључивао је бакљаду посебно посвећену њиховим верним ЛГБТ+ фановима под именом „Amigo Mío“, а касније су снимиле и песме високог кампа попут „Divina De La Muerte“ и „Sobreviviré “, потоња је фламенко верзија геј химне Глорије Гејнор „I Will Survive”
Године 2006, Azúcar Moreno су се вратиле у ЕMI после 18 година са CBS-Sony-јем и опет су разматране да представљају Шпанију на Песми Евровизије. На крају је RTVE-ов избор пао на Las Ketchup, осећајући да је песма ове две сестре која је посвећена легендарној шпанској певачици, плесачици и глумици Лоли Флорес, „Bailando con Lola“ (Плес са Лолом), била превише у стилу фламенка. Ипак, како Тони и Енкарна певају у уводној песми „20 Años“ албума Bailando con Lola : Прошло је 20 година / Ништа друго / 20 година певања / И још увек имамо толико тога да дамо...

### 2007. и 2008: болест и распад
Дана 28. новембра 2007. Тони Салазар је саопштила шпанским медијима да ће се овај дуо „повући са музичке сцене до даљњег” због тога што је њеној сестри Енкарни дијагностикован рак дојке и да ће проћи хемотерапију, а затим и да јој је потребно време за опоравак.
Септембра 2008. објављено је да се Енкарна Салазар потпуно опоравила и да је здравствена била чиста, али и да не постоје тренутни планови да две сестре наставе музичку каријеру као дуо због личних разлика.

### 2013. и 2014: поновно окупљање
У октобру 2013. дуо се поново окупио у шпанској верзији ТВ емисије Твоје лице звучи познато (Tu Cara Me Suena) након 5 година раздвојености као Azúcar Moreno и као сестре. У емисији су учествовала њихова браћа Los Chunguitos те сезоне (Антонија из Azúcar Moreno је учествовала у првој сезони емисије 2011. године), а Антонија и Енкарна су позване као судије да виде како их Los Chunguitos имитирају како певају „Bandido“. Прво се појавила Антонија, а затим се Енкарна као изненађење појавила у огромној кутији. Обе сестре су имале дивно окупљање где су се загрлиле и најавиле повратак Azúcar Moreno у 2014. и то је поправило њихове разлике.
Почетком 2014. почеле су да путују по Шпанији и да поново наступају на ТВ-у, објавиле су свој први сингл за 8 година „Punto De Partida“. 2015. објавиле су још један нови сингл „Pegaíto“. Године 2016. објавили су римејк своје хит песме „Debajo Del Olivo” са новим вокалом и новим звуком и објавили је са новом песмом „Agarraita A La Vida”. Године 2018. објавиле су још један сингл „No Me Des Guerra“ који је обрада песме и за њу су објавиле музички спот, свој први музички спот за 12 година.

### 2019—данас:и Фестивал у Бенидорму
У октобру 2019. Azúcar Moreno су најавиле свој нови албум El Secreto и објавиле први сингл са истим именом. Током пандемије 2020. објавиле су још 4 сингла, „Pa’ Fuera”, „Love Is Love” (приход од овог сингла ишао је у добротворне сврхе за борбу против ковида 19), „Soy Yo” и „La Cura”. Имале су неколико ТВ наступа и радио интервјуа како би промовисале албум и синглове.
4. септембра 2020. коначно је објављен албум El Secreto са 9 потпуно нових песама, такође су направиле претпродају за потписане физичке копије албума онлајн. То је био њихов први албум у скоро 15 година након Bailando Con Lola из 2006.
10. децембра 2021. је објављено да ће Azúcar Moreno учествовати на шпанском избору за Песму Евровизије 2022, Фестивалу у Бенидорму 2022. Њихова песма „Postureo" је изашла 21. децембра исте године. Тони и Енкарна су испале у полуфиналу, у ком су завршиле на петом месту од шест такмичара.

## Дискографија

### Албуми
| Година | Албум                             | Продаја  | Сертификат     |
| ------ | --------------------------------- | -------- | -------------- |
| 1984   | Con La Miel En Los Labios         | 50,000+  | златни         |
| 1986   | Estimúlame                        | 50,000+  | златни         |
| 1988   | Carne De Melocotón                | 50,000+  | златни         |
| 1989   | Mix In Spain (Remix album)        |          |                |
| 1990   | Bandido                           | 300,000+ | 3 платинумска  |
| 1990   | The Sugar Mix Album (Remix album) |          |                |
| 1991   | Mambo                             | 200,000+ | 2 платинумска  |
| 1992   | Ojos Negros                       | 100,000+ | платинумски    |
| 1994   | El Amor                           | 100,000+ | платинумски    |
| 1996   | Esclava De Tu Piel                | 500,000+ | 5 платинумских |
| 1997   | Mucho Azúcar - Grandes Éxitos     | 50,000+  | златни         |
| 1998   | Olé                               | 200,000+ | 2 платинумска  |
| 2000   | Amén                              | 300,000+ | 3 платинумска  |
| 2002   | Únicas                            | 100,000+ | платинумски    |
| 2004   | Desde El Principio                | 50,000+  | златни         |
| 2006   | Bailando Con Lola                 | 50,000+  | златни         |
| 2020   | El Secreto                        |          |                |

(*) Продаје у Шпанији

### Синглови
- 1984 „Azúcar Moreno" / "Luna Coqueta"
- 1984 „Que Si, Que No" / "No Quiero Que Me Quieras"
- 1984 „Canela" / "El Girasol"
- 1986 „Estimúlame" / "Ámame"
- 1988 „Aunque Me Falte El Aire"  / "Limón Amargo"
- 1988 „Debajo Del Olivo" (Mix In Spain) / "Debajo Del Olivo" (Даб микс)
- 1989 „Aunque Me Falte El Aire" (Lerele Mix) / "Aunque Me Falte El Aire" (Даб микс)
- 1989 „Chica Vaivén" (Express Mix) / "Chica Vaivén" (Даб микс)
- 1989 „Alerta Corazón" (Casablanca Mix) / "Alerta Corazón" (Даб микс)
- 1990 „Bandido" / "Bandido" (Инструментал)
- 1990 „Ven Devórame Otra Vez"
- 1990 „A Caballo"
- 1991 „¡Torero!"
- 1991 „Mambo"
- 1991 „Tú Quieres Más (Porque Te Amo)"
- 1991 „Ahora O Nunca"
- 1991 „Lujuria"
- 1992 „Moliendo Café"
- 1992 „Hazme El Amor"
- 1993 „Veneno"
- 1993 „Azucarero" (Remix)
- 1993 „Mírame" (са Луисом Мигелом)
- 1994 „El Amor" / "Ando Buscando Un Amor"
- 1994 „No Será Fácil"
- 1994 „Hay Que Saber Perder"
- 1996 „Sólo Se Vive Una Vez" (Карипски ремикси) / (Медитерански ремикси)
- 1996 „Esclava De Tu Piel"
- 1996 „Hoy Tengo Ganas De Ti"
- 1996 „La Cita"
- 1997 „Bandolero"
- 1997 „Hava Naguila"
- 1997 „Muévete Salvaje" / "Bandido"
- 1997 „Tápame"
- 1998 „Mecachis"
- 1998 „No Pretenderás"
- 1998 „Olé"
- 1998 „Cumbaya" / "Ese Beso"
- 1999 „Agua Que No Has De Beber"
- 2000 „Amén"
- 2000 „Dale Que Dale"
- 2000 „Mamma Mia"
- 2001 „Ay Amor"
- 2002 „Bésame" (Микс)
- 2002 „Volvería A Nacer"
- 2002 „Tequila" (Микс)
- 2002 „Divina De La Muerte"
- 2003 „Mi Ritmo"
- 2003 „Sobreviviré"
- 2004 „Se Me Va"
- 2004 „Él"
- 2006 „Clávame"
- 2006 „Bailando Con Lola"
- 2007 „20 Años"
- 2014 „Punto de Partida"
- 2015 „Pegaíto"
- 2016 „Debajo Del Olivo [2016 Version]"
- 2016 „Agarraita A La Vida"
- 2018 „No Me Des Guerra"
- 2019 „El Secreto"
- 2020 „Pa’ Fuera"
- 2020 „Love Is Love"
- 2020 „Soy Yo"
- 2020 „La Cura"
- 2021 „Postureo"

## Рефренце
1. ↑  O'Connor, John Kennedy. The Eurovision Song Contest - The Official History. Carlton Books, UK. 2007  978-1-84442-994-3
2. ↑  El País 2007/11/28
3. ↑  „El Semana Digital, Spain”. Архивирано из оригинала 2008-09-12. г. Приступљено 2022-07-11.
4. ↑  Toñi y Encarna, Las 'Azúcar Moreno' se reencuentran en 'Tu cara me suena'
5. ↑  „Benidorm Fest: Estos son los 14 artistas y canciones de la preselección de España para Eurovisión 2022”. rtve.es (на језику: шпански). RTVE. 10. 12. 2021. Приступљено 2021-12-21.
6. ↑  „Escucha todas las canciones del Benidorm Fest, en exclusiva en RTVE Play”. rtve.es (на језику: шпански). RTVE. 2021-12-21.
7. ↑  Адамс, Вилијам Ли (2022-01-26). „Benidorm Fest 2022: Semi-Final 1 qualifiers include Chanel and Tanxugueiras”. wiwibloggs.com. Wiwibloggs. Приступљено 2022-07-11.